# Веерохвост

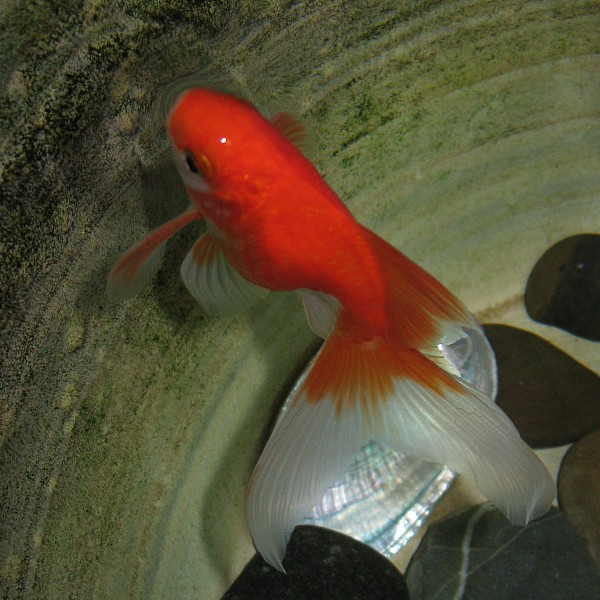
Веерохвост

Веерохво́ст — одна из искусственно культивированных декоративных пород аквариумной «золотой рыбки» (лат. Carassius gibelio forma auratus (Bloch, 1782)), похожая на обычную, но с раздвоенным хвостовым плавником.

## История происхождения
В конце 19-го века Веерохвосты были довольно редки в Японии и встречались у некоторых любителей Северной Америки, но до Европы не доходили.

## Описание
Веерохвост по форме похож на обычную золотую рыбку: тело очень маленькое, укороченное, сжатое с боков. Соотношение высоты к длине тела — от 1/2 до 5/8. Голова заостренная, плавники короткие, толстые и широкие. Заднепроходной плавник веерохвоста изредка двойной, но часто совсем отсутствует; спинной очень большой и высокий — от 1/3 до 1/2 высоты тела, помещен гораздо ближе к хвосту, нежели это бывает у обыкновенных золотых рыбок. Хвост относительно короткий и составляет от 1/4 до 1/2 длины тела, мускулистый, двойной, сросшийся верхними концами своих лопастей и то приподнятый кверху или совершенно горизонтальный, так как время от времени веерохвост раскрывает его, колесом или веером, отчего и получил своё название. Промежуточный угол верхней и нижней частей хвостовых лопастей должен составлять не менее 90º.

### Окрас
Цвет — пурпурный или белый, исключая живот, который всегда золотисто-желтый. У некоторых тело бывает само темно-красное, но живот опять-таки остается желтый. Окраска глаз весьма разнообразная.

### Вариации
Встречаются вариететные формы веерохвостов с ситцевой окраской, у которых отдельные чешуйки могут быть блестящего мелаллического цвета.

### Особенность
Особое качество этой рыбки, как и всех подобного типа рыб с большим хвостовым плавником — неспособность выпрыгивать из воды.